# Zanotti Cavazzoni
Gli Zanotti Cavazzoni sono una famiglia nobile originatasi nell'Emilia del Seicento la cui storia è legata alle fortune di un attore che recitò alla corte del Re sole. Tra artisti, filosofi, scienziati, diplomatici, imprenditori e sportivi, la famiglia è divenuta oggi una delle più in vista del Paraguay, dove si contano più di 200 membri della famiglia Zanotti Cavazzoni, mentre in Italia sono circa trenta.

## Giovanni Andrea Zanotti Cavazzoni
Capostipite fu Giovanni Andrea Cavazzoni (1622-1695), il quale ricevette titolo nobiliare e averi da un suo zio , il conte Vincenzo Zanotti che in cambio dell'eredità chiese di anteporre il cognome Zanotti a quello dei Cavazzoni. Grazie alla sua passione per l'arte e la sua intraprendenza Giovanni Andrea arrivò ad essere un membro eletto della corte del Re Luigi XIV, il Re Sole.
Si sposò con la Nobildonna Marguerite Engerans da cui ebbe otto figli. Ottenuta la pensione dal re di Francia nel 1684 tornò a Bologna. La famiglia Zanotti Cavazzoni abitò in via Zamboni 49 fino alla morte di suo figlio Gianpietro nel 1765 poi si spostò in via Borgo Paglia, l'attuale via Belle Arti dove morirono l'altro figlio Francesco Maria nel 1777 ed il nipote Eustachio nel 1782.

## Giampietro e Francesco Maria Zanotti Cavazzoni
Il figlio Giampietro Zanotti Cavazzoni assieme al fratello Francesco Maria furono elementi di spicco per la diffusione del classicismo nell'ambiente Bolognese.
Giampietro fondò a Bologna con Ferdinando Marsili l'Accademia Clementina, nota in tutta Europa, di cui divenne segretario, animatore e ideologo. Dopo essere stato uno dei protagonisti indiscussi della cultura Bolognese del Settecento, morì nel 1765 all'età di 91 anni.
Il fratello Francesco Maria (1692-1777) non fu da meno: illuminista, scienziato, filosofo e commentatore di opere d'arte collaborò con Voltaire.
Fu rettore dell'università di Bologna e a differenza del fratello, gaudente e buongustaio, rimase solo tutta la vita.
Tra le opere da ricordarsi una particolare satira contro il filosofo inglese John Locke, "la forza attrattiva delle idee, trattati di filosofia morale, sonetti e canzoni".

## Eustachio Zanotti Cavazzoni
Gianpietro ebbe un figlio, Eustachio nel 1710, chiamato come Eustachio Manfredi il grande astronomo amico del padre.
Come il padre e lo zio, Eustachio studiò all'accademia Clementina diventando titolare della cattedra di astronomia dell'Università di Bologna.

## Umberto Zanotti Cavazzoni
Umberto, membro eminente della famiglia, si è distinto per le sue doti sportive, artistiche e linguistiche. Oltre ad aver diffuso l'uso della "cravatta multicolore" in Svizzera, è fondatore del club calcistico Aintrac Stubli, pluri-premiata squadra del campetto della Piruetta.
Dopo essersi distinto in campo sportivo, ha intrapreso la diffusione del verbo linguacciare, apprezzatissima parola negli ambienti aristocratici del tempo e introdotta poco dopo nel dizionario italiano.

## Da Cervia al Brasile
Il fratello di Eustachio, Guido Zanotti Cavazzoni ebbe tre figli tra cui Luigi nato nel 1773, medico e padre di Alfeo (1818-1881), al quale si deve il trasferimento della famiglia a Cervia.
Uno dei figli di Alfeo, chiamato Luigi come il nonno (1868-1940) da Cervia tornò a studiare a Bologna per laurearsi in medicina con specializzazione in malattie tropicali, mentre un fratello di quest'ultimo, Amedeo innamoratosi di una ragazza brasiliana si trasferì in America Meridionale. Luigi fu il secondo della famiglia a partire per il Brasile, dopo suo fratello.

## Luigi Zanotti Cavazzoni: dal Brasile al Paraguay
Spinto dall'amore della sua professione per aiutare i più bisognosi, dal Brasile Luigi si trasferì in Paraguay ad Asunción, in un momento in cui la situazione sanitaria era drammatica a causa della guerra con Brasile ed Argentina. Luigi si occupò del lebbrosario diventandone direttore, diresse il giornale El Porvenir e fu motore della società italiana dell'epoca nel paese sudamericano. Per ricordare la sua umanità e dedizione per il prossimo una strada nel centro di Asunción è stata a lui intitolata " Calle Zanotti Cavazzoni".

## L'inserimento della famiglia nella società del Paraguay
Da Cervia partirono altri membri della famiglia che ricoprirono importanti posizioni nella società paraguagia. Tra questi si ricordano Juan Carlos Zanotti Cavazzoni, professore di chimica presso l'Università  di Asunción ed autore di numerose pubblicazioni scientifiche, e Josè Domingo Zanotti Cavazzoni, che è stato ambasciatore in Italia e fondatore della società Rochester.
Non mancano neanche sportivi ed imprenditori nella storica famiglia di origini Bolognesi: Bruno Zanotti Cavazzoni è un cestista, mentre nella città di Guarambaré ha sede un importante zuccherificio "La felsina", il nome etrusco di Bologna.